# Romeas Haek
Romeas Haek es uno de los siete distritos que forman la provincia camboyana de Svay Rieng, con una población estimada en marzo de 2008 de 109 068 habitantes. Está dividido en las siguientes  comunas (khum), que se muestran asimismo con población estimada de 2008:
- Ampil 5,808
- Andoung Pou 4,827
- Andoung Trabaek 6,118
- Angk Prasrae 5,501
- Chantrei 7,393
- Chrey Thum 8,877
- Doung 10,372
- Kampong Trach 10,891
- Kokir 3,206
- Krasang 4,810
- Mream 8,678
- Mukh Da 7,983
- Sambatt Mean Chey 6,377
- Sambuor 4,356
- Trapeang Sdau 7,936
- Tras 5,935[1]